# Internationale Wielerweek 2015
De 30e editie van de wielerwedstrijd Internationale Wielerweek vond in 2015 plaats van 26 tot en met 29 maart. De start was in Gatteo, de finish in Roccapelago. De ronde maakte deel uit van de UCI Europe Tour 2015, in de categorie 2.1. In 2014 won de Brit Peter Kennaugh. Deze editie werd gewonnen door de Zuid-Afrikaan Louis Meintjes.

## Deelnemende ploegen
| WorldTour | ProContinentaal             | Continentaal            | Nationaal |
| --------- | --------------------------- | ----------------------- | --------- |
| Team Sky  | Androni Giocattoli          | D'Amico-Bottecchia      | Italië    |
|           | Bardiani CSF                | GM                      |           |
|           | Nippo-Vini Fantini          | Idea 2010 ASD           |           |
|           | Southeast                   | MG.Kvis-Vega            |           |
|           | CCC Sprandi Polkowice       | Unieuro Wilier          |           |
|           | Colombia                    | Adria Mobil             |           |
|           | Drapac                      | Amore & Vita-Selle SMP  |           |
|           | MTN-Qhubeka                 | Dukla Praha             |           |
|           | RusVelo                     | Felbermayr Simplon Wels |           |
|           | Topsport Vlaanderen-Baloise | Meridiana Kamen         |           |
|           |                             | Movistar                |           |
|           |                             | Roth-Skoda              |           |
|           |                             | Trefor-Blue Water       |           |

## Etappe-overzicht
| etappe | datum    | start                | finish               | type           | afstand  | winnaar                 | klassementsleider |
| ------ | -------- | -------------------- | -------------------- | -------------- | -------- | ----------------------- | ----------------- |
| 1e (a) | 26 maart | Gatteo               | Gatteo               | Heuvelrit      | 99,5 km  | Manuel Belletti         | Manuel Belletti   |
| 1e (b) | 26 maart | Gatteo               | Gatteo               | Ploegentijdrit | 13,3 km  | CCC Sprandi Polkowice A | Davide Rebellin   |
| 2e     | 27 maart | Cesenatico           | Sogliano al Rubicone | Heuvelrit      | 156,2 km | Ben Swift               | Ben Swift         |
| 3e     | 28 maart | Calderara di Reno    | Crevalcore           | Vlakke rit     | 173 km   | Francesco Chicchi       | Ben Swift         |
| 4e     | 29 maart | Pavullo nel Frignano | Roccapelago          | Heuvelrit      | 152,9 km | Louis Meintjes          | Louis Meintjes    |

## Etappe-uitslagen

### 1e etappe deel A
| Gatteo – Gatteo (99,5 km) |                        |                             |          |
| Plaats                    | Naam                   | Ploeg                       | Tijd     |
| Winnaar                   | Manuel Belletti        | Southeast                   | 2u20'13" |
| 2                         | Grega Bole             | CCC Sprandi Polkowice       | z.t.     |
| 3                         | Patrick Clausen        | Trefor-Blue Water           | z.t.     |
| 4                         | Asbjørn Kragh Andersen | Trefor-Blue Water           | z.t.     |
| 5                         | Ben Swift              | Team Sky                    | z.t.     |
| 6                         | Edwin Ávila            | Colombia                    | z.t.     |
| 7                         | Francesco Gavazzi      | Southeast                   | z.t.     |
| 8                         | Davide Viganò          | Idea 2010 ASD               | z.t.     |
| 9                         | Daniele Colli          | Nippo-Vini Fantini          | z.t.     |
| 10                        | Simone Ponzi           | Southeast                   | z.t.     |
|                           |                        |                             |          |
| 11                        | Thomas Sprengers       | Topsport Vlaanderen-Baloise | z.t.     |
| 117                       | Peter Koning           | Drapac                      | + 4'22"  |

| Algemeen klassement |                        |                             |          |
| Plaats              | Naam                   | Ploeg                       | Tijd     |
| Groene trui         | Manuel Belletti        | Southeast                   | 2u20'07" |
| 2                   | Grega Bole             | CCC Sprandi Polkowice       | + 2"     |
| 3                   | Patrick Clausen        | Trefor-Blue Water           | + 4"     |
| 4                   | Asbjørn Kragh Andersen | Trefor-Blue Water           | + 6"     |
| 5                   | Ben Swift              | Team Sky                    | z.t.     |
| 6                   | Edwin Ávila            | Colombia                    | z.t.     |
| 7                   | Francesco Gavazzi      | Southeast                   | z.t.     |
| 8                   | Davide Viganò          | Idea 2010 ASD               | z.t.     |
| 9                   | Daniele Colli          | Nippo-Vini Fantini          | z.t.     |
| 10                  | Simone Ponzi           | Southeast                   | z.t.     |
|                     |                        |                             |          |
| 11                  | Thomas Sprengers       | Topsport Vlaanderen-Baloise | z.t.     |
| 117                 | Peter Koning           | Drapac                      | + 4'28"  |

### 1e etappe deel B
De ploegentijdrit verliep via een andere procedure dan gewoonlijk. Alle ploegen stelden twee teams van elk vier renners samen, die afzonderlijk van elkaar het parcours aflegden.
| Gatteo – Gatteo (13,3 km (TTT)) |                                                                                            |        |
| Plaats                          | Ploeg                                                                                      | Tijd   |
|                                 | CCC Sprandi Polkowice A (Davide Rebellin, Tomasz Kiendyś, Adrian Kurek en Jarosław Marycz) | 14'49" |
| 2                               | Team Sky A (Ben Swift, Philip Deignan, Kanstantsin Siwtsow en Ian Boswell)                 | + 1"   |
| 3                               | MTN-Qhubeka A (Louis Meintjes, Jaco Venter, Jacques Janse van Rensburg en Steven Cummings) | + 4"   |
| 4                               | Androni Giocattoli A                                                                       | + 8"   |
| 5                               | Colombia A                                                                                 | + 9"   |
| 6                               | RusVelo A                                                                                  | + 11"  |
| 7                               | Trefor-Blue Water A                                                                        | + 16"  |
| 8                               | Italië A                                                                                   | + 17"  |
| 9                               | Idea 2010 ASD A                                                                            | + 19"  |
| 10                              | CCC Sprandi Polkowice B                                                                    | + 20"  |
|                                 |                                                                                            |        |
| 19                              | Topsport Vlaanderen-Baloise A                                                              | + 42"  |

| Algemeen klassement |                            |                             |          |
| Plaats              | Naam                       | Ploeg                       | Tijd     |
| Groene trui         | Davide Rebellin            | CCC Sprandi Polkowice       | 2u35'02" |
| 2                   | Tomasz Kiendyś             | CCC Sprandi Polkowice       | z.t.     |
| 3                   | Jarosław Marycz            | CCC Sprandi Polkowice       | z.t.     |
| 4                   | Adrian Kurek               | CCC Sprandi Polkowice       | z.t.     |
| 5                   | Ben Swift                  | Team Sky                    | + 1"     |
| 6                   | Philip Deignan             | Team Sky                    | z.t.     |
| 7                   | Kanstantsin Siwtsow        | Team Sky                    | z.t.     |
| 8                   | Louis Meintjes             | MTN-Qhubeka                 | + 4"     |
| 9                   | Jacques Janse van Rensburg | MTN-Qhubeka                 | z.t.     |
| 10                  | Steven Cummings            | MTN-Qhubeka                 | z.t.     |
|                     |                            |                             |          |
| 47                  | Thomas Sprengers           | Topsport Vlaanderen-Baloise | + 42"    |
| 109                 | Peter Koning               | Drapac                      | + 4'44"  |

### 2e etappe
| Cesenatico – Sogliano al Rubicone (156,2 km) |                        |                             |          |
| Plaats                                       | Naam                   | Ploeg                       | Tijd     |
| Winnaar                                      | Ben Swift              | Team Sky                    | 4u28'10" |
| 2                                            | Matija Kvasina         | Felbermayr Simplon Wels     | + 16"    |
| 3                                            | Francesco M. Bongiorno | Bardiani CSF                | + 21"    |
| 4                                            | Valerio Agnoli         | Italië                      | + 57"    |
| 5                                            | Carlos Quintero        | Colombia                    | z.t.     |
| 6                                            | Francesco Gavazzi      | Southeast                   | + 1'01"  |
| 7                                            | Søren Kragh Andersen   | Trefor-Blue Water           | + 1'05"  |
| 8                                            | Kanstantsin Siwtsow    | Team Sky                    | + 1'07"  |
| 9                                            | Louis Meintjes         | MTN-Qhubeka                 | z.t.     |
| 10                                           | Franco Pellizotti      | Androni Giocattoli          | + 1'10"  |
|                                              |                        |                             |          |
| 23                                           | Thomas Sprengers       | Topsport Vlaanderen-Baloise | + 3'23"  |
| 119                                          | Peter Koning           | Drapac                      | + 32'51" |

| Algemeen klassement |                        |                             |          |
| Plaats              | Naam                   | Ploeg                       | Tijd     |
| Groene trui         | Ben Swift              | Team Sky                    | 7u03'03" |
| 2                   | Matija Kvasina         | Felbermayr Simplon Wels     | + 41"    |
| 3                   | Francesco M. Bongiorno | Bardiani CSF                | + 54"    |
| 4                   | Carlos Quintero        | Colombia                    | + 1'15"  |
| 5                   | Kanstantsin Siwtsow    | Team Sky                    | + 1'17"  |
| 6                   | Louis Meintjes         | MTN-Qhubeka                 | + 1'20"  |
| 7                   | Valerio Agnoli         | Italië                      | + 1'23"  |
| 8                   | Franco Pellizotti      | Androni Giocattoli          | + 1'27"  |
| 9                   | Søren Kragh Andersen   | Trefor-Blue Water           | + 1'30"  |
| 10                  | Francesco Gavazzi      | Southeast                   | + 1'35"  |
|                     |                        |                             |          |
| 23                  | Thomas Sprengers       | Topsport Vlaanderen-Baloise | + 4'14"  |
| 118                 | Peter Koning           | Drapac                      | + 37'44" |

### 3e etappe
| Calderara di Reno – Crevalcore (173 km) |                        |                             |          |
| Plaats                                  | Naam                   | Ploeg                       | Tijd     |
| Winnaar                                 | Francesco Chicchi      | Androni Giocattoli          | 3u33'05" |
| 2                                       | Manuel Belletti        | Southeast                   | z.t.     |
| 3                                       | Daniele Colli          | Nippo-Vini Fantini          | z.t.     |
| 4                                       | Nicola Ruffoni         | Bardiani CSF                | z.t.     |
| 5                                       | Bartłomiej Matysiak    | CCC Sprandi Polkowice       | z.t.     |
| 6                                       | Rino Gasparrini        | Unieuro Wilier              | z.t.     |
| 7                                       | Andrea Pasqualon       | Roth-Skoda                  | z.t.     |
| 8                                       | Asbjørn Kragh Andersen | Trefor-Blue Water           | z.t.     |
| 9                                       | Filippo Fortin         | GM                          | z.t.     |
| 10                                      | Sonny Colbrelli        | Bardiani CSF                | z.t.     |
|                                         |                        |                             |          |
| 31                                      | Arthur Vanoverberghe   | Topsport Vlaanderen-Baloise | z.t.     |
| 105                                     | Peter Koning           | Drapac                      | z.t.     |

| Algemeen klassement |                        |                             |           |
| Plaats              | Naam                   | Ploeg                       | Tijd      |
| Groene trui         | Ben Swift              | Team Sky                    | 10u36'08" |
| 2                   | Matija Kvasina         | Felbermayr Simplon Wels     | + 41"     |
| 3                   | Francesco M. Bongiorno | Bardiani CSF                | + 54"     |
| 4                   | Carlos Quintero        | Colombia                    | + 1'15"   |
| 5                   | Kanstantsin Siwtsow    | Team Sky                    | + 1'17"   |
| 6                   | Louis Meintjes         | MTN-Qhubeka                 | + 1'20"   |
| 7                   | Valerio Agnoli         | Italië                      | + 1'23"   |
| 8                   | Franco Pellizotti      | Androni Giocattoli          | + 1'27"   |
| 9                   | Søren Kragh Andersen   | Trefor-Blue Water           | + 1'30"   |
| 10                  | Francesco Gavazzi      | Southeast                   | + 1'35"   |
|                     |                        |                             |           |
| 23                  | Thomas Sprengers       | Topsport Vlaanderen-Baloise | + 4'14"   |
| 114                 | Peter Koning           | Drapac                      | + 37'44"  |

### 4e etappe
| Pavullo nel Frignano – Roccapelago (152,6 km ) |                        |                             |          |
| Plaats                                         | Naam                   | Ploeg                       | Tijd     |
| Winnaar                                        | Louis Meintjes         | MTN-Qhubeka                 | 3u53'24" |
| 2                                              | Damiano Cunego         | Nippo-Vini Fantini          | + 1'12"  |
| 3                                              | Davide Rebellin        | CCC Sprandi Polkowice       | z.t.     |
| 4                                              | Ben Swift              | Team Sky                    | z.t.     |
| 5                                              | Matija Kvasina         | Felbermayr Simplon Wels     | + 1'15"  |
| 6                                              | Sergio Henao           | Team Sky                    | + 1'17"  |
| 7                                              | Francesco M. Bongiorno | Bardiani CSF                | z.t.     |
| 8                                              | Freddy Montaña         | Movistar                    | + 1'23"  |
| 9                                              | Franco Pellizotti      | Androni Giocattoli          | + 2'22"  |
| 10                                             | Francesco Reda         | Idea 2010 ASD               | + 2'30"  |
|                                                |                        |                             |          |
| 32                                             | Arthur Vanoverberghe   | Topsport Vlaanderen-Baloise | + 8'00   |
| 68                                             | Peter Koning           | Drapac                      | + 20'12" |

## Eindklassementen
| Plaats      | Naam                   | Ploeg                       | Tijd      |
| ----------- | ---------------------- | --------------------------- | --------- |
| Groene trui | Louis Meintjes         | MTN-Qhubeka                 | 14u31'42" |
| 2           | Ben Swift              | Team Sky                    | + 2"      |
| 3           | Matija Kvasina         | Felbermayr Simplon Wels     | + 46"     |
| 4           | Francesco M. Bongiorno | Bardiani CSF                | + 1'01"   |
| 5           | Davide Rebellin        | CCC Sprandi Polkowice       | + 2'31"   |
| 6           | Kanstantsin Siwtsow    | Team Sky                    | + 2'38"   |
| 7           | Franco Pellizotti      | Androni Giocattoli          | + 2'39"   |
| 8           | Simone Stortoni        | Androni Giocattoli          | + 3'12"   |
| 9           | Valerio Agnoli         | Italië                      | + 3'33"   |
| 10          | Carlos Quintero        | Colombia                    | + 3'35"   |
| 11          | Francesco Reda         | Idea 2010 ASD               | + 4'09"   |
| 12          | Jonathan Monsalve      | Southeast                   | + 4'11"   |
| 13          | Antonio Santoro        | MG.Kvis-Vega                | + 4'26"   |
| 14          | Damiano Cunego         | Nippo-Vini Fantini          | + 5'14"   |
| 15          | Simone Petilli         | Unieuro Wilier              | + 5'33"   |
| 16          | Edoardo Zardini        | Bardiani CSF                | + 6'46"   |
| 17          | Sergio Henao           | Team Sky                    | + 7'23"   |
| 18          | Steven Cummings        | MTN-Qhubeka                 | + 8'34"   |
| 19          | Domen Novak            | Adria Mobil                 | + 9'02"   |
| 20          | Primož Roglič          | Adria Mobil                 | + 10'07"  |
|             |                        |                             |           |
| 24          | Victor Campenaerts     | Topsport Vlaanderen-Baloise | + 14'30   |
| 95          | Peter Koning           | Drapac                      | + 56'46"  |

| Plaats     | Naam            | Ploeg                   | Punten |
| ---------- | --------------- | ----------------------- | ------ |
| Witte trui | Ben Swift       | Team Sky                | 19     |
| 2          | Manuel Belletti | Southeast               | 18     |
| 3          | Matija Kvasina  | Felbermayr Simplon Wels | 12     |

| Plaats      | Naam             | Ploeg          | Punten |
| ----------- | ---------------- | -------------- | ------ |
| Groene trui | Primož Roglič    | Adria Mobil    | 21     |
| 2           | Nicola Gaffurini | MG.Kvis-Vega   | 20     |
| 3           | Davide Ballerini | Unieuro Wilier | 12     |

| Plaats      | Naam                 | Ploeg             | Tijd      |
| ----------- | -------------------- | ----------------- | --------- |
| Oranje trui | Simone Petilli       | Unieuro Wilier    | 14u37'15" |
| 2           | Domen Novak          | Adria Mobil       | + 3'29"   |
| 3           | Søren Kragh Andersen | Trefor-Blue Water | + 8'27"   |

| Plaats | Ploeg                       | Tijd      |
| ------ | --------------------------- | --------- |
|        | Team Sky                    | 43u29'32" |
| 2      | Bardiani CSF                | + 17'54"  |
| 3      | MTN-Qhubeka                 | + 22'39"  |
|        |                             |           |
| 11     | Topsport Vlaanderen-Baloise | + 44'46"  |

## Klassementenverloop
| Etappe       | Winnaar                 | Algemeen klassement · | Puntenklassement · | Bergklassement ·   | Jongerenklassement · | Ploegenklassement ·   |
| ------------ | ----------------------- | --------------------- | ------------------ | ------------------ | -------------------- | --------------------- |
| 1a           | Manuel Belletti         | Manuel Belletti       | Manuel Belletti    | Gianfranco Zilioli | Davide Ballerini     | Southeast             |
| 1b           | CCC Sprandi Polkowice A | Davide Rebellin       | Manuel Belletti    | Gianfranco Zilioli | Ildar Arslanov       | CCC Sprandi Polkowice |
| 2            | Ben Swift               | Ben Swift             | Ben Swift          | Nicola Gaffurini   | Søren Kragh Andersen | Team Sky              |
| 3            | Francesco Chicchi       | Ben Swift             | Manuel Belletti    | Nicola Gaffurini   | Søren Kragh Andersen | Team Sky              |
| 4            | Louis Meintjes          | Louis Meintjes        | Ben Swift          | Primož Roglič      | Simone Petilli       | Team Sky              |
| 0Eindstanden | 0Eindstanden            | Louis Meintjes        | Ben Swift          | Primož Roglič'     | Simone Petilli'      | Team Sky              |

1984 · 1985 · 1986 · 1987 · 1988 · 1989 · 1990 · 1991 · 1992 · 1993 · 1994 · 1995 · 1996 · 1997 · 1998 · 1999 · 2000 · 2001 · 2002 · 2003 · 2004 · 2005 · 2006 · 2007 · 2008 · 2009 · 2010 · 2011 · 2012 · 2013 · 2014 · 2015 · 2016 · 2017 . 2018 · 2019 · 2020 · 2021 · 2022 · 2023 · 2024
Etappewedstrijden

 Ster van Bessèges · 
 Ronde van de Algarve · 
 Ruta del Sol · 
 Ronde van de Haut-Var · 
 Driedaagse van West-Vlaanderen · 
 Internationale Wielerweek · 
 Internationaal Wegcriterium · 
 Driedaagse van De Panne-Koksijde · 
 Ronde van de Sarthe · 
 Ronde van Castilië en León · 
 Ronde van Trentino · 
 Ronde van Kroatië · 
 Ronde van Turkije · 
 Ronde van Yorkshire · 
 Ronde van Asturië · 
 Vierdaagse van Duinkerke · 
 Ronde van Azerbeidzjan · 
 Ronde van Madrid · 
 Ronde van Beieren · 
 Ronde van Picardië · 
 Ronde van Noorwegen · 
 World Ports Classic · 
 Tour des Fjords · 
 Ronde van Estland · 
 Ronde van België · 
 Ronde van Luxemburg · 
 Boucles de la Mayenne · 
 Ster ZLM Toer · 
 Ronde van Slovenië · 
 Route du Sud · 
 Sibiu Cycling Tour · 
 Ronde van Oostenrijk · 
 Ronde van Wallonië · 
 Ronde van Portugal · 
 Ronde van Burgos · 
 Ronde van Denemarken · 
 Ronde van de Ain · 
 Ronde van Tsjechië · 
 Arctic Race of Norway · 
 Ronde van de Limousin · 
 Ronde van Poitou-Charentes · 
 Ronde van Groot-Brittannië · 
 Ronde van Gévaudan Languedoc-Roussillon · 
 Eurométropole Tour
Eendaagse wedstrijden

 Trofeo Santanyí-Ses Salines-Campos · 
 Trofeo Andratx-Mirador d'Es Colomer · 
 Trofeo Serra de Tramuntana · 
 Trofeo Playa de Palma-Palma · 
 GP La Marseillaise · 
 Grote Prijs van de Etruskische Kust · 
 Ronde van Murcia · 
 Clásica de Almería · 
 Trofeo Laigueglia · 
 Omloop Het Nieuwsblad · 
 Classic Sud Ardèche · 
 GP Lugano · 
 La Drôme Classic · 
 Kuurne-Brussel-Kuurne · 
 Le Samyn · 
 Strade Bianche · 
 Ronde van Drenthe · 
 Dwars door Drenthe · 
 Nokere Koerse · 
 GP Nobili Rubinetterie · 
 Handzame Classic · 
 Ronde van Zeeland Seaports · 
 Classic Loire-Atlantique · 
 Grote Prijs van Cholet-Pays de Loire · 
 Dwars door Vlaanderen · 
 Classica Corsica · 
 Route Adélie de Vitré · 
 Grote Prijs Miguel Indurain · 
 Volta Limburg Classic · 
 Ronde van La Rioja · 
 Parijs-Camembert · 
 Scheldeprijs · 
 Klasika Primavera · 
 Brabantse Pijl · 
 GP Denain · 
 Ronde van de Finistère · 
 Tro Bro Léon · 
 La Roue Tourangelle · 
 Ronde van de Apennijnen · 
 Grote Prijs van de Somme · 
 Grote Prijs van Plumelec · 
 ProRace Berlin · 
 Boucles de l'Aulne · 
 GP Kanton Aargau · 
 Ronde van Keulen · 
 Ronde van Limburg · 
 Velothon Wales · 
 Halle-Ingooigem · 
 Trofeo Matteotti · 
 GP Cerami · 
 GP Industria & Artigianato-Larciano · 
 Prueba Villafranca de Ordizia · 
 Ronde van Toscane · 
 Circuito de Getxo · 
 Polynormande · 
 RideLondon Classic · 
 GP Stad Zottegem · 
 Arnhem-Veenendaal Classic · 
 GP Jef Scherens · 
 Druivenkoers Overijse · 
 Schaal Sels · 
 Brussels Cycling Classic · 
 GP Fourmies · 
 Velothon Stockholm · 
 Ronde van de Doubs · 
 Coppa Bernocchi · 
 Coppa Agostoni · 
 GP van Wallonië · 
 Kampioenschap van Vlaanderen · 
 Memorial Marco Pantani · 
 Grote Prijs Impanis-Van Petegem · 
 GP van Isbergues · 
 GP Industria & Commercio di Prato · 
 Omloop van het Houtland · 
 Duo Normand · 
 Ronde van de Drie Valleien · 
 Milaan-Turijn · 
 Ronde van Piemonte · 
 Ronde van het Münsterland · 
 Ronde van de Vendée · 
 Memorial Frank Vandenbroucke · 
 Coppa Sabatini · 
 Parijs-Bourges · 
 Ronde van Emilia · 
 GP Beghelli · 
 Parijs-Tours · 
 Nationale Sluitingsprijs · 
 Chrono des Nations